# Fraccionamiento las Fuentes, Hidalgo
Fraccionamiento las Fuentes är en ort i Mexiko.   Den ligger i kommunen Singuilucan och delstaten Hidalgo, i den sydöstra delen av landet, 90 km nordost om huvudstaden Mexico City. Fraccionamiento las Fuentes ligger 2 600 meter över havet och antalet invånare är 162.
Terrängen runt Fraccionamiento las Fuentes är kuperad åt nordost, men åt sydväst är den platt. Runt Fraccionamiento las Fuentes är det ganska glesbefolkat, med 39 invånare per kvadratkilometer. Närmaste större samhälle är Santiago Tulantepec, 18,5 km öster om Fraccionamiento las Fuentes. Trakten runt Fraccionamiento las Fuentes består till största delen av jordbruksmark.